# 熊川次男
熊川 次男（くまがわ つぎお、1930年11月10日 - ）は、日本の弁護士（登録番号:8186）、政治家。衆議院議員（4期）、大蔵政務次官（第2次中曽根内閣）、総務政務次官（竹下内閣）、衆議院環境委員長などを歴任。

## 経歴・政歴
群馬県出身、中央大学法学部卒業。1958年に司法試験合格。1959年、早稲田大学法学研究科修了後、1961年に熊川弁護士事務所を設立。1973年、群馬弁護士会会長、1974年、日本弁護士連合会副会長に就いた。
群馬県議会議員を務めた後、1979年の第35回衆議院議員総選挙に群馬1区から立候補し初当選。以後、連続当選4回。第2次中曽根内閣で大蔵政務次官に、竹下内閣で総務政務次官・衆議院環境委員長に就任。このほか、自由民主党政調国防副部会長・自民党労働副部会長・自民党法務副部会長・自民党商工副部会長・自民党財務副部会長・自民党国民運動本部副本部長・自民党全国組織委員会研修局局長・自民党国会対策副委員長などを歴任した。
1990年の第39回衆議院議員総選挙で落選し、議席を失う。1993年の第40回衆議院議員総選挙でも落選。その後自民党を離れ、1996年の第41回衆議院議員総選挙では新進党から、2000年の第42回衆議院議員総選挙では民主党から立候補したが、いずれも落選。その後、政界から引退した。
2019年5月21日発令の春の叙勲で、旭日重光章を受章。

## 家族
- 吉川真由美 - 長女。元群馬県議会議員。

## 著書
- 『いっしょに考えよう 明日の婦人問題』